# アイゾーネ
アイゾーネ(伊: Aisone)は、イタリア共和国ピエモンテ州クーネオ県にある、人口約200人の基礎自治体（コムーネ）。

## 地理

### 位置・広がり

#### 隣接コムーネ
隣接するコムーネは以下の通り。
- デモンテ
- ヴァルディエーリ
- ヴィナーディオ

## 行政

### 分離集落
アイゾーネには、以下の分離集落（フラツィオーネ）がある。
- Forani, Lucerna, San Giuseppe, Lavoire